# 一色直氏 (幸手一色氏)
一色 直氏（いっしき なおうじ）は、江戸時代前期の寄合・旗本。一色義直の娘婿であった杉浦直為の子。
慶長12年（1607年）に義直の家督を継いだ実子照直が嗣子がないまま病死した。無嗣断絶となるところであったが、隠居していた義直が再び家督に復した上で、嗣子となるべき血族を探し養うよう幕府より恩命を受けた。のち、義直の娘婿にあたる杉浦直為の子で義直の外孫にあたる直氏が直氏の養子となった上で、一色家を相続することとなった。寛永16年12月10日（1640年）、将軍徳川家光に拝謁したが、いまだ幼年であったため、一色姓に改姓していた実父の直為が領地に住し、諸事を司った。寛永14年（1637年）、直為の名で一色氏知行地の清瀧寺（現・守谷市板戸井）に新畑三反余を寄進していることから、この頃には直為が旗本一色氏の実質的なトップであったと推測される。
慶安3年（1650年）4月26日、甲府城守衛（甲府勤番）の命を受けた。
承応元年（1652年）に没し、嫡男直房が家督を継いだ。